# Mario Lorenzo
Mario Lorenzo es un exfutbolista uruguayo. Se desempeñó como defensor e integró el seleccionado de su país. Se consagró campeón de la Primera División de Uruguay en dos oportunidades jugando para Peñarol.

## Carrera
Dio sus primeros pasos en Liverpool Fútbol Club de Montevideo. Sus buenas actuaciones derivaron en la contratación por parte de Peñarol, donde recaló en 1944. Se desempeñó en el Manya hasta 1947, coronándose campeón en 1944 y 1945, siendo habitualmente convocado al seleccionado celeste.
En 1948 emigró al fútbol argentino, fichando por Rosario Central. Si bien su debut en el canalla fue con un buen triunfo (5-2 frente a Banfield en la 18.ª fecha del Campeonato de Primera División), no logró mayor continuidad en el conjunto que entrenaba Fermín Lecea, llegando a disputar sólo 4 partidos.
Durante 1949 tuvo un paso por Fluminense de Brasi; retornando a su país natal, jugó en Nacional y Central Español.

### Clubes
| Club            | País      | Año       |
| --------------- | --------- | --------- |
| Liverpool       | Uruguay   | 1943      |
| Peñarol         | Uruguay   | 1944-1948 |
| Rosario Central | Argentina | 1948      |
| Fluminense      | Brasil    | 1949      |
| Nacional        | Uruguay   | 19??      |
| Central Español | Uruguay   | 19??      |

## Selección nacional
Vistió la casaca celeste en 10 encuentros y participó en dos Campeonatos Sudamericanos.
Tuvo sus primeras participaciones entre 1944 y 1945. Integró luego el plantel que disputó el Campeonato Sudamericano 1946 en Argentina, pero no llegó a debutar en el torneo.
Logró tener revancha en la edición 1947 del mismo certamen. En la copa disputada en Ecuador, Lorenzo disputó cinco de los siete partidos de su selección, todos ellos como titular y compartiendo la zaga con el futbolista de Nacional Eusebio Tejera. Su equipo finalizó en el tercer puesto.
Cerró su ciclo en la nacional celeste en 1948, obteniendo la Copa Río Branco frente a Brasil, en partido y revancha.

### Participaciones en la Copa América
| Copa                         | Sede      | Resultado     | Partidos Jugados | Goles |
| ---------------------------- | --------- | ------------- | ---------------- | ----- |
| Campeonato Sudamericano 1946 | Argentina | Cuarto puesto | 0                | 0     |
| Campeonato Sudamericano 1947 | Ecuador   | Tercer puesto | 5                | 0     |

### Detalle de partidos en la selección
| Fecha      | Torneo          | Estadio                      | Rival    | Rdo. |
| ---------- | --------------- | ---------------------------- | -------- | ---- |
| 14-05-1944 | Amistoso        | São Januário, Río de Janeiro | Brasil   | 1-6  |
| 05-01-1946 | Copa Río Branco | Centenario, Montevideo       | Brasil   | 4-3  |
| 29-03-1947 | Copa Río Branco | Centenario, Montevideo       | Brasil   | 0-0  |
| 02-12-1947 | Sudamericano    | George Capwell, Guayaquil    | Colombia | 2-0  |
| 06-12-1947 | Sudamericano    | George Capwell, Guayaquil    | Chile    | 6-0  |
| 09-12-1947 | Sudamericano    | George Capwell, Guayaquil    | Bolivia  | 3-0  |
| 13-12-1947 | Sudamericano    | George Capwell, Guayaquil    | Paraguay | 2-4  |
| 16-12-1947 | Sudamericano    | George Capwell, Guayaquil    | Ecuador  | 6-1  |
| 04-04-1948 | Copa Río Branco | Centenario, Montevideo       | Brasil   | 1-1  |
| 11-04-1948 | Copa Río Branco | Centenario, Montevideo       | Brasil   | 4-2  |

## Palmarés

### Torneos internacionales
| Equipo             | País    | Título          | Año  |
| ------------------ | ------- | --------------- | ---- |
| Selección Nacional | Uruguay | Copa Río Branco | 1946 |
| Selección Nacional | Uruguay | Copa Río Branco | 1948 |

### Torneos nacionales
| Equipo  | País    | Título           | Año  |
| ------- | ------- | ---------------- | ---- |
| Peñarol | Uruguay | Primera División | 1944 |
| Peñarol | Uruguay | Primera División | 1945 |